# NGC 2715
NGC 2715 is een balkspiraalstelsel in het sterrenbeeld Giraffe. Het hemelobject werd in 1871 ontdekt door de Franse astronoom Alphonse Louis Nicolas Borrelly.

## Synoniemen
- UGC 4759
- MCG 13-7-15
- ZWG 350.12
- IRAS09018+7817
- PGC 25676